# Margaretha van Bancken

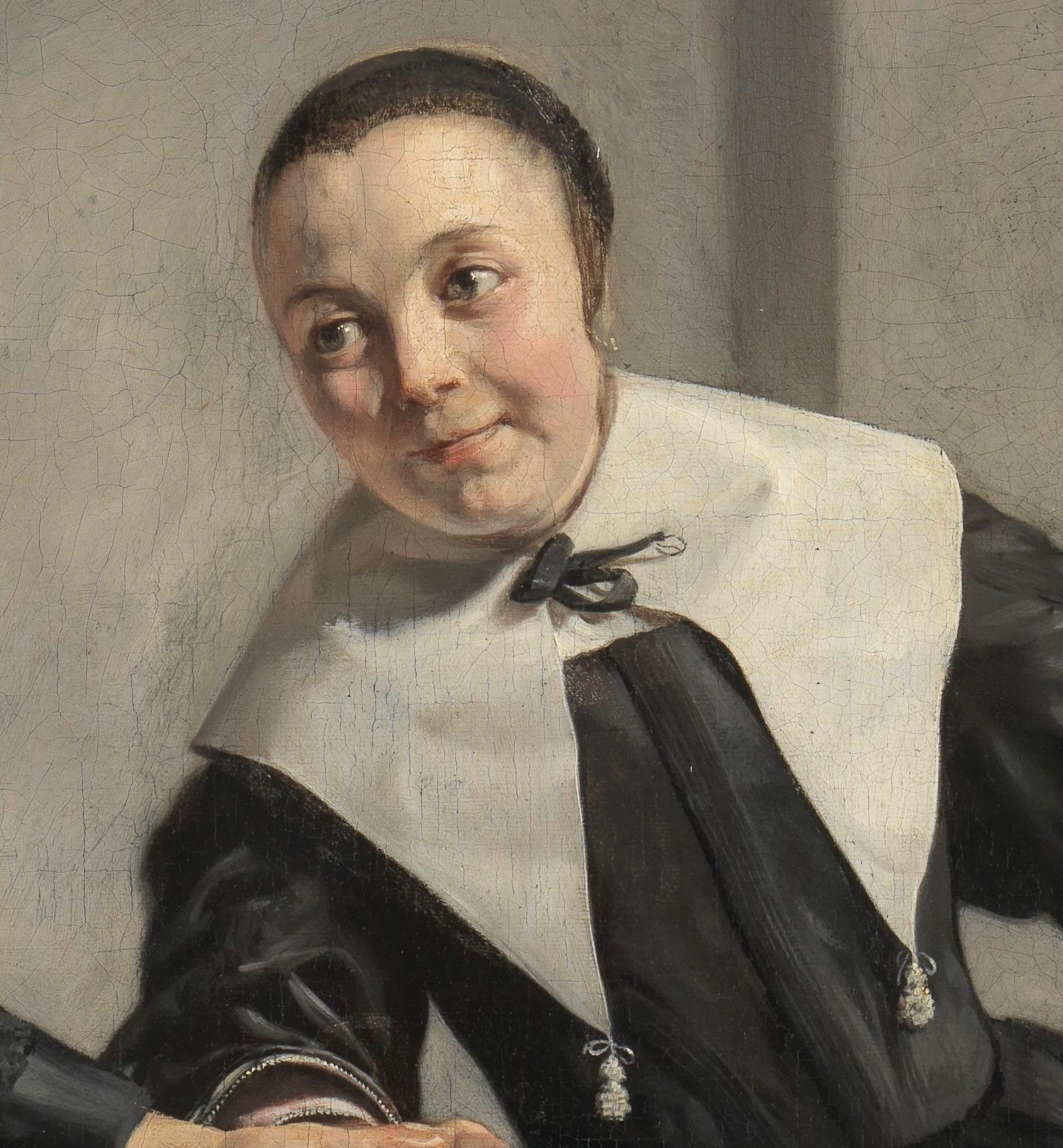
Margaretha van Bancken

Margaretha van Bancken (geboren um 1628 in Amsterdam; gestorben um 1694 in Haarlem) war eine niederländische Verlegerin.

## Leben
Margaretha van Bancken fälschlich auch Van Banckem genannt, wurde um 1628 in Amsterdam geboren. Sie war die Tochter von Dirck van Bancken und Anna Noppen. Über ihre Eltern ist fast nichts bekannt. Sie heiratete am 19. April 1661 in Haarlem den mennonitischen Stadtdrucker Abraham Casteleyn. Ihr Sohn Gerard wurde 1665 geboren. Sie arbeiteten und lebten in einem Gebäude mit dem Namen „In de Blije Druck“ am Grote Markt in Haarlem. Da sie auch für den Stadtrat Druckarbeiten herstellten, wurden sie auch Stadtdruckerei genannt. Noch bekannter war der von Casteleyns herausgegebene Haerlemsche Courant einer der zuverlässigsten Zeitungen zu der Zeit. Abraham Casteleyn kam regelmäßig mit dem Gesetz in Berührung, weil er Staatsgeheimnisse in seiner Zeitung veröffentlichte, doch dank seiner guten Kontakte zum Haarlemer Stadtrat gelang es ihm stets, einer Strafverfolgung zu entgehen. Abraham Casteleyn starb am 11. Januar 1681 und Margaretha van Bancken erhielt am 27. Juni 1681 von den Haarlemer Bürgermeistern die Erlaubnis, als seine Nachfolgerin als Stadtdrucker und Herausgeberin tätig zu werden.
Ein Jahr nach seinem Tot, im Jahr 1682 heiratete sie den aus Haarlem stammenden Frederik van Vliet. Der „Haerlemsche Courant“ blieb auch unter ihrer Leitung eine hervorragend informierte Zeitung, auch dank des sorgfältig aufgebauten Korrespondentennetzes. Van Bancken kam auch mit den Behörden in Kontakt, weil sie zu freizügig über Staatsangelegenheiten publizierte. Beispielsweise beschwerten sich die Staaten von Utrecht 1687 über die wörtliche Veröffentlichung eines Briefes von Van Weede van Dijkvelt, der vom Statthalter Wilhelm III. nach England delegiert worden war. Die Generalstaaten ließen die Abgeordneten von Haarlem untersuchen, wer ihre Quelle gewesen sei. Es ist nicht bekannt, ob sie an dieser Aufklärung mitgearbeitet hat.
Sie starb um 1694 in Haarlem.